# Tunggur (Lembeyan)
Tunggur is een bestuurslaag in het regentschap Magetan van de provincie Oost-Java, Indonesië. Tunggur telt 2630 inwoners (volkstelling 2010).